# 柳家金三
柳家 金三（やなぎや きんざ）は、落語家の名跡。過去に三遊亭、扇遊亭等を入れると5人確認されている。
- 三遊亭金三 - 1894年発行の「三遊社一覧」にその名前が見える。詳細は不明。本名：中島 亥二郎。
- 扇遊亭金三 - 後∶三代目三遊亭圓遊
- 初代柳家金三 - 後∶柳家金語楼
- 柳家金三 - 初め三代目柳家小さんの門で柳家小太郎から1918年に5代目柳家小きん、1925年に金三となる。1929年頃までの番付に確認できるがその後は不明。本名：浜根 茂平。
- 二代目柳家金三 - 本項にて記述

柳家 金三（やなぎや きんざ、1926年1月10日 - ）は、東京都千代田区神田出身の落語家、司会者。落語芸術協会会友。出囃子は『東京行進曲（昔恋しいギンザの柳） 』。血液型はB型。本名：佐藤 武一。

## 経歴
舞台芸術アカデミー卒業。
1952年4月、五代目古今亭今輔門下で「啓輔」として前座となる。
1954年4月、「桃輔」で二ツ目昇進。
1967年10月、真打昇進に伴い「二代目柳家金三」を襲名。柳家金語楼の前名を初代としている。
少なくとも1990年代初頭から現在まで高座には上がっていない。その後も講演活動については、少なくとも2011年ころまでは行っていたとされる。
2024年8月に兄弟子でもあった桂米丸が死去したことで（名目上）東西の落語家としては最高齢者となった。ただし、落語芸術協会の公式サイトにはプロフィールは掲載されてはいるが、2020年頃の香盤の整理で「会友」へ移行しており、事実上の引退状態とみられる。
昔昔亭桃太郎は高座で今から40年前には寄席を干されていたと語っている。

## 芸風
新作派で「ラーメン屋」などのほか、自作演目の「運転練習中」「寝台車」「幽霊タクシー」などを演じていた。

## 著書
- 「おかしな夫婦」 柳家金三、佐藤雅子（近代文藝社） 2010年1月 ISBN 978-4773376944